# Saint-Albin Berville
Pour les articles homonymes, voir Berville.
Saint-Albin Berville, né le 22 octobre 1788 à Amiens et mort à Fontenay-aux-Roses, le 25 septembre 1868, est un magistrat et homme de lettres français.

## Biographie
Fils de Joseph Berville, secrétaire de l'administration provinciale sous l'ancien régime puis secrétaire général de l'administration départementale sous la République, puis secrétaire général de la Préfecture sous l'Empire et enfin député des Cent-Jours, son père lui appris comment on peut servir avec dignité tous les gouvernements qui ne sont pas indignes d'être servis.
Cet avocat éloquent et libéral défendit Paul-Louis Courier (1821) et Béranger (1822), fut nommé député de Seine-et-Oise (1838) et fut réélu à l’Assemblée constituante (1848).
Collaborateur de journaux politiques, il a donné une édition des Œuvres de Pothier (1826 et suiv., 26 vol.) et quelques ouvrages littéraires. Il a été rapporteur du jury chargé de décerner le prix pour le meilleur poème sur le voyage de Lafayette en Amérique. Il a aussi donné, avec Jean-François Barrière, une Collection des Mémoires relatifs à la Révolution française. Il a également traduit en vers les Bucoliques de Virgile.
Il était membre des académies de Caen et d'Amiens, ainsi que de l'Académie de Stanislas. Franc-maçon il est membre de la loge des Trinosophes et sera grand maître du Grand Orient de France en 1851 et 1852.  
Il présida également  la Société de la Morale chrétienne. 
En décembre 1834, il fait partie des fondateurs de la Société française pour l'abolition de l'esclavage.
Il est inhumé dans le cimetière du Père-Lachaise (18e division).

## Pour approfondir